# Municipio de Marble (condado de Madison)
El municipio de Marble (en inglés: Marble Township) es un municipio ubicado en el condado de Madison en el estado estadounidense de Arkansas. En el año 2010 tenía una población de 318 habitantes y una densidad poblacional de 7,45 personas por km².

## Geografía
El municipio de Marble se encuentra ubicado en las coordenadas 36°7′53″N 93°35′56″O / 36.13139, -93.59889. Según la Oficina del Censo de los Estados Unidos, el municipio tiene una superficie total de 42.71 km², de la cual 42,28 km² corresponden a tierra firme y (1,01 %) 0,43 km² es agua.

## Demografía
Según el censo de 2010, había 318 personas residiendo en el municipio de Marble. La densidad de población era de 7,45 hab./km². De los 318 habitantes, el municipio de Marble estaba compuesto por el 97,48 % blancos, el 0,31 % eran amerindios, el 0,63 % eran de otras razas y el 1,57 % eran de una mezcla de razas. Del total de la población el 0,63 % eran hispanos o latinos de cualquier raza.